# Dolichopoda aegilion
Dolichopoda aegilion is een rechtvleugelig insect uit de familie grottensprinkhanen (Rhaphidophoridae). De wetenschappelijke naam van deze soort is voor het eerst geldig gepubliceerd in 1977 door Baccetti.
1. ↑  (en) Dolichopoda aegilion op de IUCN Red List of Threatened Species.